# Tử tước
Tử tước hay Nữ tử tước (dành cho nữ) (tiếng Anh: Viscount / Viscountess; tiếng Pháp, Đức: Vicomte) là một tước hiệu quý tộc cha truyền con nối, dưới bá tước (earl hay count) nhưng trên nam tước (baron).